# Feuerbeschau
Die Feuerbeschau, Brandsicherheitsschau oder Brandverhütungsschau dient der Feststellung brandgefährlicher Zustände. Sie umfasst alle Maßnahmen des vorbeugenden Brandschutzes, die der Entstehung und Ausbreitung von Bränden entgegenwirken und bei einem Brand eine wirksame Brandbekämpfung und die Rettung von Menschen, Tieren und unwiederbringlichem Kulturgut ermöglichen. Die Brandverhütungsschau umfasst außerdem Maßnahmen des vorbeugenden Brandschutzes zur Verhütung von Explosionen und zur Abwendung von Gefahren für die Feuerwehren im Einsatz.
Die Brandverhütungsschau erstreckt sich auf Gebäude, Anlagen, Einrichtungen und Lagerstätten (Objekte), bei denen ein erhöhtes Brand- oder Explosionsrisiko besteht beziehungsweise durch einen Brand eine größere Anzahl von Menschen, Sachwerte oder die Umwelt in erheblichem Maße gefährdet werden.

## Feuerbeschau in Deutschland
In Deutschland ist die Organisation und Durchführung der Brandverhütungsschau in Verordnungen der einzelnen Bundesländer geregelt. Speziell in Bayern ist die Durchführung nach Ermessen der Kommune geregelt, welche auch zur Durchführung der Feuerbeschau durch die entsprechende Verordnung verpflichtet ist.

## Feuerbeschau in Österreich
In Österreich wird bei Ein- und Zweifamilienhäusern die Feuerbeschau durch den Rauchfangkehrer durchgeführt. Bei größeren Wohnbauten sowie Gewerbe- und Industrieobjekten wird die Feuerwehr mit eingebunden. Da sich bei einer Feuerbeschau oft Mängel zeigen, die nur verbunden mit Aufwand und Kosten zu beheben sind, ist deren Anzeige gerade für die Freiwillige Feuerwehr eine heikle Aufgabe, da sie bei Sammlungen gleichzeitig auf die finanzielle Unterstützung der Objekteigentümer angewiesen ist, um zum Beispiel ihre eigene Ausrüstung zu verbessern. Dadurch sind die handelnden Personen immer im Zwiespalt etwas vorzuschreiben oder darüber hinwegzusehen. Deshalb versuchte die Feuerwehr schon lange diese Tätigkeit abzugeben, was ihr auch vor einigen Jahren bei der Mehrzahl der Gebäude gelang.
Normalerweise ist eine Feuerbeschau alle fünf Jahre vorgeschrieben.